# Osmar Donizete Cândido
Osmar Donizete Cândido (sinh ngày 24 tháng 10 năm 1968) là một cầu thủ bóng đá người Brasil.

## Đội tuyển bóng đá quốc gia Brasil
Osmar Donizete Cândido thi đấu cho đội tuyển bóng đá quốc gia Brasil từ năm 1995 đến 1998.

## Thống kê sự nghiệp
| Đội tuyển bóng đá Brasil | Đội tuyển bóng đá Brasil | Đội tuyển bóng đá Brasil |
| Năm                      | Trận                     | Bàn                      |
| ------------------------ | ------------------------ | ------------------------ |
| 1995                     | 1                        | 1                        |
| 1996                     | 3                        | 1                        |
| 1997                     | 4                        | 0                        |
| 1998                     | 1                        | 0                        |
| Tổng cộng                | 9                        | 2                        |